# Laurence Charpentier
 (mars 2012).
Si vous disposez d'ouvrages ou d'articles de référence ou si vous connaissez des sites web de qualité traitant du thème abordé ici, merci de compléter l'article en donnant les références utiles à sa vérifiabilité et en les liant à la section « Notes et références ».
Pour les articles homonymes, voir Charpentier (homonymie).
Laurence Charpentier, née le 30 décembre 1968 à Paris, est une comédienne française.

## Biographie
Élève du cours Simon, elle commence sa carrière dans Commissaire Moulin, série dans laquelle elle interprète Lolo, la femme très jalouse du policier. Elle tourne par la suite plusieurs séries télévisées et longs métrages. Elle réalise en 2003 son premier court métrage La famille selon Mathieu qui sera sélectionné dans de nombreux festivals. Elle se lance par la suite dans l'écriture et la réalisation de son film Sur le balcon, projet qui sera finalement abandonné. Aujourd'hui, plus tournée vers son métier d'auteur, elle continue cependant sa carrière d'actrice.

## Filmographie

### Télévision

#### Téléfilms
- 1993 : Un otage de trop de Philippe Galland
- In vino veritas d'A. Bonnot
- La belle affaire de N. André
- Le démon de midi de J. Santoni
- Chacun sa ville d'E. Durupt
- 1997 : Le surdoué d'Alain Bonnot
- 2007 : César Lévy d'Alain Schwarzstein

#### Séries télévisées
- 1989-1992 : Commissaire Moulin de Yves Rénier, Franck Apprédéris, Paul Planchon : Lolo (10 épisodes)
- 1996 : Julie Lescaut, épisode 1 saison 5, Propagande noire d'Alain Bonnot : Mme Forestier
- 1996 : Les Cordier, juge et flic de Gilles Béat : Lady di
- 1998 : Ma voyante préférée de Bruno Dumont : Agatha « Lipoune » Malley (50 épisodes)
- 2004 : Caméra Café épisode 50, saison 7, La Queumédienne : Cécilia
- 2005 : SOS 18 de Dominique Barron : Madame Mélèze
- 2006 : Le tuteur de Edouard Molinaro : Marie (3 épisodes)
- 2011 : Section de recherches de Gérard Marx : Fabienne
- 2013-2014 : Clem, saison 3 et 4 de Emmanuelle Rey Magnan, Pascal Fontanille : Lila

## Doublage

### Cinéma
- Juliette Lewis dans : 
  - Strange Days (1995) : Faith Justin
  - Plus jamais (2002) : Ginny
  - Ma vie sans lui (2006) : Maureen
  - Bliss (2009) : Iron
  - Une famille très moderne (2010) : Debbie
  - Date Limite (2010) : Heidi
  - Nerve (2016) : Nancy Delmonico
  - Ma (2019) : Erica Thompson
  - Music (2021) : Evelyn
  - Breaking News in Yuba County (2021) : Gloria Michaels

- Gina Gershon dans :
  - Justice sauvage (1991) : Patti Madano
  - Borderlands (2024) : Moxxi

- Rhona Mitra dans : 
  - Le Nombre 23 (2007) : Laura Tollins
  - Doomsday (2008) : Eden

- 1994 : Un homme sans importance : Adèle (Tara Fitzgerald)
- 1995 : Smoke : Felicity (Ashley Judd)
- 1996 : Liens d'acier : Cora (Salma Hayek)
- 1999 : Drive Me Crazy : Alicia DeGasario (Susan May Pratt)
- 2000 : Pitch Black : Shazza (Claudia Black)
- 2007 : Les Faussaires : Aglia (Marie Bäumer)
- 2009 : Bad Lieutenant : Escale à La Nouvelle-Orléans : Tina (Katie Chonocas)
- 2014 : Interstellar : Lois (Leah Cairns[1])
- 2014 : The Pyramid : Sunni (Christa Nicola)
- 2016 : Friend Request : Olivia Mathison (Brit Morgan)
- 2018 : 24H Limit : Docteur Helen (Nathalie Boltt)
- 2019 : Once Upon a Time... in Hollywood : Billie Booth (Rebecca Gayheart)
- 2019[n 1] : Les Disparues de Valan : voix additionnelles
- 2022 : Torn Hearts (en) : Harper Dutch (Katey Sagal)
- 2025 : The Alto Knights : Anna Genovese (en) (Kathrine Narducci)

### Télévision

#### Téléfilms
- Sonya Côté dans :
  - Aaliyah : Destin brisé (2014) : Kate
  - Le Gala de Noël (2015) : Sally

- Sophie Gendron dans :
  - Une famille déchirée par les secrets (2019) : Kelsie Hillman
  - L'enfer de Madison : obsession (2020) : Jenna Rothstein

- Rekha Sharma dans :
  - Love in the City (2019) : Gina
  - Petits meurtres sur le campus : Coup de théâtre ! (2019) : Bella Brightman

- 2009 : Au-delà des apparences : l'inspecteur Ann Roche (Michelle Hurd)
- 2017 : Noël au pays des jouets : Miss Halifax (Cameron Meyer)
- 2017 : Rencontre avec un vampire : Mme Sange (Tessie Santiago)
- 2019 : Un cours très particulier : la principale Callahan (Jackée Harry)
- 2020 : Confessions d'une ado diabolique : Destiny (Kim Director)
- 2020 : Amies à la vie, à la mort : Mme Anderson, mère de Lily (Tracy Waterhouse)
- 2020 : Grace Tanner, seule face à son mari : l'inspecteur Brooks (Veena Sood)

#### Séries télévisées
- Claudia Black dans :
  - Farscape (1999-2003) : l'officier Aeryn Sun (88 épisodes)
  - Stargate SG-1 (2004-2007) : Vala Mal Doran (29 épisodes)
  - NCIS : Enquêtes spéciales (2010) : Velvet Road (saison 7, épisode 22)
  - 90210 Beverly Hills : Nouvelle Génération (2011) : Sona (saison 3)
  - The Originals (2015) : Dahlia (saison 2)

- Anne Ramsay dans :
  - Dingue de toi (1992-1997) : Lisa Stemple
  - Dexter (2008) : Ellen Wolf (6 épisodes)
  - The Cleaner (2008) : Stephanie Bill

- Michelle Hurd dans :
  - Gossip Girl (2007-2008) : Laurel (6 épisodes)
  - Les Mystères de Laura (2015) : Donna McKinney (saison 1, épisode 14)
  - Devious Maids (2015) : Jaclyn Dussault (4 épisodes)

- Simone Missick dans :
  - Luke Cage (2016-2018) : Misty Knight (26 épisodes)
  - The Defenders (2017) : Misty Knight (mini-série)
  - Iron Fist (2018) : Misty Knight (6 épisodes)

- Gina Bellman dans :
  - Leverage (2008-2012) : Sophie Devereaux (77 épisodes)
  - Jekyll (2017) : Claire Jackman (mini-série)

- Laura Dern dans :
  - Enlightened (2011-2013) : Amy Jellicoe (18 épisodes)
  - Big Little Lies (2017-2019) : Renata Klein (14 épisodes)

- The Good Wife : Katrina (Sophina Brown)
- La Galère : Anne (Anne Casabonne)
- American Horror Story : 1984 : Bertie (Tara Karsian)
- 2020 : Le Nouveau Muppet Show (en) : Yolanda la rate (Julianne Buescher) (voix)
- 2021 : American Horror Stories : Dr Eleanor Berger (Vanessa A. Williams) (saison 1, épisode 5)
- 2024 : Dead Boy Detectives : ? (?)
- 2025 : Secrets We Keep (de) : Darna (Isabelita Reyes) (mini-série)
- 2025 : Too Much : Lois Salmon (Rita Wilson)

#### Séries d'animation
- 2006-2013 : Manny et ses outils : Mme Esbrouffant
- 2011-2012 : Angels : L'Alliance des anges : Cassidy (saison 2)
- 2021 : Queer Force : Yesenia
- 2021-2022 : Fairfax (en) : Phyllis, Shania Twain (saison 1, épisode 5)

### Jeux vidéo
- 2014 : The Evil Within : Tatiana Guttierez
- 2016 : Fallout 4 : DLC Far Harbor : Rei Nakano
- 2017 : The Evil Within 2 : Tatiana Guttierez
- 2024 : Star Wars: The Old Republic : Rakit